# Soungoutou Magassa
Soungoutou Magassa (ur. 8 października 2003 w Stains) – francuski piłkarz malijskiego pochodzenia grający na pozycji pomocnika i obrońcy w monakijskim klubie AS Monaco. Młodzieżowy reprezentant Francji. Uczestnik Letnich Igrzysk Olimpijskich 2024 w Paryżu.

## Sukcesy

### AS Monaco
- Wicemistrzostwo Francji: 2023/24[6]